# إينريكو مازانتي

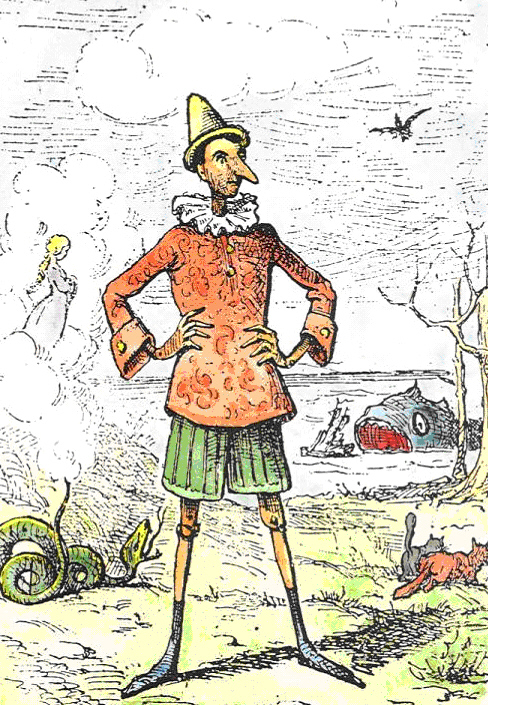
رسمة إينريكو مازانتي لشخصية بينوكيو

إينريكو مازانتي (بالإنجليزية: Enrico Mazzanti) (من 5 أبريل، 1850 في فلورنسا إلى 3 سبتمبر، 1910) كان مهندس ورسام كاريكتير إيطالي، والذي رسم أول إصدار من مغامرات بينوكيو.

## هوامش
1. ↑  Encyclopedia of Italian literary studies, Volume 2